# It's Got Me Again!
It's Got Me Again! es un cortometraje animado de 1932 perteneciente a la serie Merrie Melodies. El título del corto está inspirado en la canción homónima (escrita por Irving Caesar y Bernice Petkere) que es tocada en la cinta. La animación estuvo a cargo de Friz Freleng y Thomas McKimson. Estuvo nominado a un premio Óscar en la categoría de mejor cortometraje animado, siendo uno de los tres primeros cortos en recibir aquella nominación.

## Trama
El cortometraje muestra cómo un grupo de ratones sale de su madriguera para bailar y cantar en una casa llena de instrumentos musicales, mientras la canción It's Got Me Again! suena en un gramófono. Los roedores son sorprendidos por un gato, que entra a la casa y acorrala a uno de los ratones. Sin embargo, el felino es detenido por el resto de los roedores, que comienzan a arrojarle cosas y a perseguirlo, hasta que finalmente el gato escapa por la ventana.